# اریک آیدل
اریک آیدل (انگلیسی: Eric Idle؛ زادهٔ ۲۹ مارس ۱۹۴۳) بازیگر سینما و تلویزیون، کمدین، فیلم‌نامه‌نویس، رمان‌نویس و خواننده-ترانه‌سرا اهل بریتانیا است. وی از سال ۱۹۶۷ میلادی تاکنون مشغول فعالیت بوده‌است.
از فیلم‌هایی که وی در آن نقش داشته است می‌توان به زندگی برایان، معنای زندگی از مانتی پایتون، مانتی پایتون و جام مقدس، راهبه‌ها در فرار، شرک ۳ (صداپیشه)، طلسم الا، ماجراهای بارون مایچوزن، جستجو برای کملوت، جنایت در هالیوود، دادلی دو-رایت، آب‌میوه آبی، تقسیم وراث، دلگو و ۱۰۲ سگ خالدار اشاره کرد.